# Дискографија Тејлор Свифт
Америчка певачица и текстописац Тејлор Свифт издала је девет студијских албума, један албум уживо, четири видео-албума, четрдесет и четири спота, пет ЕП-ова, педесет и два сингла и седамнаест промотивних синглова. Каријеру је почела 2005. године, када је потписала уговор са издавачком кућом Big Machine Records, 2005. године, а 24. октобра 2006. године издала је први албум под називом Taylor Swift. Албум се нашао на петом месту листе Billboard 200 у Сједињеним Државама и остао на том месту више од било ког издања у земљи током двехиљадитих година. Сви њени синглови Tim McGraw, Teardrops on My Guitar, Our Song, Picture to Burn и Should've Said No нашли су се међу првих четрдесет, на листама у Сједињеним Државама и добили су сертификате Америчког удружења дискографских кућа. Њени ЕП-ови Sounds of the Season: The Taylor Swift Holiday Collection и Beautiful Eyes, објављени су 14. октобра 2007. односно 15. јула 2008. године. Први је био 20. на листи Billboard 200, а други ЕП девети на истој листи.
Други студијски албум под називом Fearless, објављен је 11. новембра 2008. године. Албум се нашао на врху листа у Сједињеним Државама, Канади и на Новом Зеланду. Постао је најпродаванији албум 2009. године у Сједињеним Државама, а 13 песама са албума нашле су се у топ 40 листе Билборд хот 100. Песме Love Story, You Belong with Me и Fearless доспеле су међу првих 10 на листама Сједињеним Држава, а Love Story као најбољи сингл у Аустралији. Први сингл Свифтове који се у Канади нашао на првом месту музичких листа био је Today Was a Fairytale, који је снимљен као филмска музика за играни филм Дан заљубљених из 2010. године.
Трећи студијски албум Свифтове под називом Speak Now из 2010. године, био је на првом месту листа у Сједињеним Државама, Аустралији, Канади и на Новом Зеланду. Три сингла са албума Mine, Back to December, и Mean, нашли су се међу десет најбољих у Канади.
Четврти студијски албум Red објављен је 22. октобра 2012. године и изашао је на ЦД-формату, винилу и за дигитално преузимање. Албум се нашао на првом месту у Великој Британији, а такође на листама у Аустралији, Канади, Ирској, Сједињеним Државама и на Новом Зеланду. Синглови са албума We Are Never Ever Getting Back Together и I Knew You Were Trouble били су на првом месту у Канади, Сједињеним Државама и на Новом Зеланду.
Пети студијски албум певачице под називом 1989 објављен је 27. октобра 2014. године и дебитовао је на врху листе Billboard 200, а продат је у 1,287 милиона примерака током прве недеље од издања. Албум се нашао на првом месту у листама у Аустралији, Канади и Уједињеном Краљевству. Од 2016. године продат је у више од 10 милиона примерака широм света. Синглови Shake It Off, Blank Space, и Bad Blood били су на првом месту листа у Сједињеним Државама, Аустралији и Канади.
Песма I Don't Wanna Live Forever коју је певачица снимила за потребе филма Педесет нијанси мрачније нашла се на првом месту листе у Шведској и на другом месту у Сједињеним Државама.
Шести студијски албум певачице под називом Reputation, објављен је 10. новембра 2017. године, а водећи сингл са њега Look What You Made Me Do био је на првом месту листе у Аустралији, Канади, Ирској, Уједињеном Краљевству, Сједињеним Државама и на Новом Зеланду. Други сингл са албума Reputation под називом ...Ready for It? био је на листи међу првих десет песама у Сједињеним Државама, Аустралији, Канади и Уједињеном Краљевству. Седми студијски албум под називом Lover, Свифтова је објавила 2019. године и он је продат у 3 милиона примерака током прве недеље од објављивања. Албум садржи синглове Me!, You Need to Calm Down и насловну нумеру Lover, а сви они су се нашли међу десет најбољих синглова у Сједињеним Државама, Канади, Аустралији и на Новом Зеланду.
Према Америчком удружењу дискографских кућа, Свифтова је музичарка која је продала највише дигиталних издања у Сједињеним Државама, преко 120 милиона. Укупно у Сједињеним Државама продала је 31,4 милиона примерака албума, са проценом од преко 40 милиона продатих албума широм света и 130 милиона синглова.

## Албуми

### Студијски албуми
| Назив        | Детаљи | Позиција | Позиција | Позиција | Позиција | Позиција | Позиција | Позиција | Позиција | Позиција | Позиција | Број проданих примерака                                                           | Сертификати |
| Назив        | Детаљи | САД      | АУС      | КАН      | ФРА      | НЕМ      | ИР       | ЈАП      | НЗ       | ШВЕ      | УК       | Број проданих примерака                                                           | Сертификати |
| ------------ | --- | -------- | -------- | -------- | -------- | -------- | -------- | -------- | -------- | -------- | -------- | --------------------------------------------------------------------------------- | --- |
| Taylor Swift | - Датум објављивања: 24. октобар 2006. - Издавачка кућа: Big Machine Records - Формат: ЦД, винил, виртуелно преузимање                                               | 5        | 33       | 14       | —        | —        | 59       | 53       | 38       | —        | 81       | - САД: 5.700.000, Свет: 7.500.000                                                 | - Америчко удружење дискографских кућа: 7× Платинасти - Аустралијско удружење дискографских кућа: Платинасти - Британска фонографска индустрија: Златни - MC: 2× Платинасти |
| Fearless     | - Датум објављивања: 11. новембар 2008. - Издавачка кућа: Big Machine - Формат: ЦД, винил, виртуелно преузимање                                                      | 1        | 2        | 1        | 26       | 12       | 7        | 8        | 1        | 12       | 5        | - САД: 7.123.100, Свет: 17.000.000 - УК: 575.000                                  | - Америчко удружење дискографских кућа: Дијамантски - Аустралијско удружење дискографских кућа: 7× Платинасти - Британска фонографска индустрија: Платинасти - ИР: 2× Платинасти - MC: 4× Платинасти - ЈАП: Златни - НЗ: 3× Платинасти                                              |
| Speak Now    | - Датум објављивања: 25. октобар 2010. - Издавачка кућа: Big Machine - Формат: ЦД, винил, виртуелно преузимање                                                       | 1        | 1        | 1        | 39       | 15       | 6        | 6        | 1        | 18       | 6        | - Свет: 5.000.000 - САД: 4.642.200 - УК: 169.281                                  | - Америчко удружење дискографских кућа: 6× Платинасти - Аустралијско удружење дискографских кућа: 2× Платинасти - Британска фонографска индустрија: Златни - IRMA: Златни - MC: 3× Платинасти - RIAJ: Златни - RMNZ: Платинасти                                                     |
| Red          | - Датум објављивања: 22. октобар 2012. - Издавачка кућа: Big Machine - Формат: ЦД, винил, виртуелно преузимање                                                       | 1        | 1        | 1        | 30       | 5        | 1        | 3        | 1        | 8        | 1        | - Свет: 6.000.000 - САД: 4.400.000 - ЈАП: 256.000 - УК: 600.081                   | - Америчко удружење дискографских кућа: 7× Платинасти - Аустралијско удружење дискографских кућа: 4× Платинасти - Британска фонографска индустрија: 2× Платинасти - BVMI: Златни - IFPI ШВЕ: Златни - IRMA: Платинасти - MC: 4× Платинасти - RIAJ: Платинасти - RMNZ: 2× Платинасти |
| 1989         | - Датум објављивања: 27. октобар 2014. - Издавачка кућа: Big Machine - Формат: ЦД, винил, виртуелно преузимање                                                       | 1        | 1        | 1        | 9        | 4        | 1        | 3        | 1        | 23       | 1        | - Свет: 10.800.000 - САД: 9.000.000 - КАН: 530.000 - ЈАП: 197.000 - УК: 1.081.220 | - Америчко удружење дискографских кућа: 9× Платинасти - Аустралијско удружење дискографских кућа: Дијамантски - Британска фонографска индустрија: 4× Платинасти - BVMI: Платинасти - IFPI ШВЕ: Златни - MC: 6× Платинасти - RIAJ: Платинасти - RMNZ: 3× Платинасти                  |
| Reputation   | - Датум објављивања: 10. новембар 2017. - Издавачка кућа: Big Machine - Формат: ЦД, винил, касета, виртуелно преузимање                                              | 1        | 1        | 1        | 11       | 2        | 1        | 3        | 1        | 2        | 1        | - Свет: 4.500.000 - САД: 2.090.000 - АУС: 54.976 - КАН: 80.000 - УК: 258.000      | - Америчко удружење дискографских кућа: 3× Платинасти - Аустралијско удружење дискографских кућа: 2× Платинасти - Британска фонографска индустрија: Платинасти - IFPI ШВЕ: Златни - RIAJ: Златни - RMNZ: 2× Платинасти                                                              |
| Lover        | - Датум објављивања: 23. август 2019. - Издавачка кућа: Републик рекордс, Тејлор Свифт продукција - Формат: компакт диск, дигитално преузимање, аудио-касета и стрим | 1        | 1        | 1        | 5        | 2        | 1        | 3        | 1        | 1        | 1        | - САД: 679.000 - ФРА: 5.700 - ЈАП: 22.000 - УК: 35.000                            | - Аустралијско удружење дискографских кућа: Златни - Британско удружење дискографских кућа: Сребрни |
| Folklore     | - Датум објављивања: 24. јул 2020. - Издавачка кућа: Републик рекордс, Тејлор Свифт продукција - Формат: компакт диск, дигитално преузимање, аудио-касета и стрим    | 1        | 1        | 1        | 12       | 5        | 1        | 8        | 1        | 3        | 1        | - САД: 1,038,000                                                                  | - Америчко удружење дискографских кућа: Платинасти - Британска фонографска индустрија: Златни - RMNZ: Платинасти |
| Evermore     | - Датум објављивања: 11. децембар 2020 - Издавачка кућа: Републик рекордс - Формат: компакт диск, дигитално преузимање, аудио-касета и стрим                         | —        | —        | —        | —        | —        | —        | —        | —        | —        | —        | —                                                                                 | — |

### Уживо албуми
| Назив                       | Детаљи | Напомене |
| --------------------------- | --- | --- |
| Speak Now World Tour – Live | - Датум објављивања: 21. новембар 2011. - Издавачка кућа: Big Machine - Формат: виртуелно преузимање, ЦД+ДВД, CД+блуреј | - Албум се састоји од уживо наступа током светске турнеје Свифтове и укључује песме Drops of Jupiter и Bette Davis Eyes. |

### Компилацијски албуми
| Назив                                          | Детаљи                                                                                | Напомене                                                                           |
| ---------------------------------------------- | ------------------------------------------------------------------------------------- | ---------------------------------------------------------------------------------- |
| Reputation Stadium Tour Surprise Song Playlist | - Датум објављивања: 30. новембар 2018. - Издавачка кућа: Big Machine - Формат: Стрим | - Једини стримовани компилацијски албум, који садржи песме током турнеје Свифтове. |

## ЕП-ови
| Назив                                                                               | Детаљи | Државе | Државе | Број проданих примерака | Сертификати                                        |
| Назив                                                                               | Детаљи | САД    | ЈАП    | Број проданих примерака | Сертификати                                        |
| ----------------------------------------------------------------------------------- | --- | ------ | ------ | ----------------------- | -------------------------------------------------- |
| The Taylor Swift Holiday Collection                                                 | - Датум објављивања: 14. октобар 2007. - Издавачка кућа: Big Machine - Формат: компакт диск, дигитално преузимање | 20     | 76     | - САД: 1.080.000        | - Америчко удружење дискографских кућа: Платинасти |
| Rhapsody Originals                                                                  | - Датум објављивања: новембар 2007. - Издавачка кућа: Big Machine - Формат: дигитално преузимање                  | —      | —      |                         |                                                    |
| iTunes Live from SoHo                                                               | - Датум објављивања: 15. јануар 2008. - Издавачка кућа: Big Machine - Формат: дигитално преузимање                | —      | —      |                         |                                                    |
| Beautiful Eyes                                                                      | - Датум објављивања: 15. јул 2008. - Издавачка кућа: Big Machine - Формат: компакт диск, дигитално преузимање     | 9      | —      | - САД: 359.000          |                                                    |
| Spotify Singles                                                                     | - Датум објављивања: 13. април 2018. - Издавачка кућа: Big Machine - Формат: Стрим                                | —      | —      |                         |                                                    |
| "—" означава нумере које нису биле на листама или нису биле објављене у тој држави. | |        |        |                         |                                                    |

## Синглови

### Као главни извођач
| Назив                                                                               | Година | Позиција | Позиција | Позиција | Позиција | Позиција | Позиција | Позиција | Позиција | Позиција | Позиција | Број проданих примерака        | Сертификати | Албум                                               |
| Назив                                                                               | Година | САД      | АУС      | КАН      | НЕМ      | ФРА      | ИР       | ЈАП      | НЗ       | ШВЕ      | УК       | Број проданих примерака        | Сертификати | Албум                                               |
| ----------------------------------------------------------------------------------- | ------ | -------- | -------- | -------- | -------- | -------- | -------- | -------- | -------- | -------- | -------- | ------------------------------ | --- | --------------------------------------------------- |
| „Tim McGraw”                                                                        | 2006.  | 40       | —        | —        | —        | —        | —        | —        | —        | —        | —        | - САД: 1.600.000               | - Америчко удружење дискографских кућа: Платинасти | Taylor Swift                                        |
| „Teardrops on My Guitar”                                                            | 2007.  | 13       | —        | 45       | —        | —        | —        | —        | —        | —        | 51       | - САД: 3.000.000               | - Америчко удружење дискографских кућа: 3× Платинасти - MC: Платинасти | Taylor Swift                                        |
| „Our Song”                                                                          | 2007.  | 16       | —        | 30       | —        | —        | —        | —        | —        | —        | —        | - САД: 4.000.000               | - Америчко удружење дискографских кућа: 4× Платинасти - MC: Платинасти | Taylor Swift                                        |
| „Picture to Burn”                                                                   | 2008.  | 28       | —        | 48       | —        | —        | —        | —        | —        | —        | —        | - САД: 1.700.000               | - Америчко удружење дискографских кућа: 2× Платинасти - MC: Златни | Taylor Swift                                        |
| „Should've Said No”                                                                 | 2008.  | 33       | —        | 67       | —        | —        | —        | —        | 18       | —        | —        | - САД: 1.500.000               | - Америчко удружење дискографских кућа: Платинасти | Taylor Swift                                        |
| „Change”                                                                            | 2008.  | 10       | —        | —        | —        | —        | —        | —        | —        | —        | —        |                                | - Америчко удружење дискографских кућа: Златни | AT&T Team USA                                       |
| „Love Story”                                                                        | 2008.  | 4        | 1        | 4        | 22       | 14       | 3        | 3        | 3        | 10       | 2        | - САД: 8.000.000 - УК: 648.370 | - Америчко удружење дискографских кућа: 8× Платинасти - Аустралијско удружење дискографских кућа: 7× Платинасти - Британска фонографска индустрија: Платинасти - IFPI НЕМ: Златни - MC: 2× Платинасти - RMNZ: Платинасти                                                 | Fearless                                            |
| „White Horse”                                                                       | 2008.  | 13       | 41       | 43       | —        | —        | —        | —        | —        | —        | 60       | - САД: 2.000.000               | - Америчко удружење дискографских кућа: 2× Платинасти - Аустралијско удружење дискографских кућа: Златни - MC:Златни | Fearless                                            |
| „You Belong with Me”                                                                | 2009.  | 2        | 5        | 3        | —        | —        | 12       | 10       | 5        | 47       | 30       | - САД: 7.000.000               | - Америчко удружење дискографских кућа: 7× Платинасти - Аустралијско удружење дискографских кућа: 4× Платинасти - Британска фонографска индустрија: Сребрни - MC: 2× Платинасти - RIAJ: Златни - RMNZ: Платинасти                                                        | Fearless                                            |
| „Fifteen”                                                                           | 2009.  | 23       | 48       | 19       | —        | —        | —        | —        | —        | —        | —        | - САД: 2.000.000               | - Америчко удружење дискографских кућа: 2× Платинасти - MC: Златни | Fearless                                            |
| „Fearless”                                                                          | 2010.  | 9        | —        | 69       | —        | —        | —        | —        | —        | —        | 111      | - САД: 1.000.000               | - Америчко удружење дискографских кућа: Платинасти | Fearless                                            |
| „Today Was a Fairytale”                                                             | 2010.  | 2        | 3        | 1        | —        | —        | 41       | 63       | 29       | —        | 57       | - САД: 1.600.000               | - Америчко удружење дискографских кућа: Платинасти - Аустралијско удружење дискографских кућа: Платинасти | Valentine's Day                                     |
| „Mine”                                                                              | 2010.  | 3        | 9        | 7        | 57       | —        | 38       | 6        | 16       | 48       | 30       | - САД: 3.000.000               | - Америчко удружење дискографских кућа: 3× Платинасти - Аустралијско удружење дискографских кућа: 2× Платинасти - MC: Златни - RIAJ: Златни - RMNZ: Златни | Speak Now                                           |
| "Back to December"                                                                  | 2010.  | 6        | 26       | 7        | —        | —        | —        | —        | 24       | —        | —        | - САД: 2.000.000               | - Америчко удружење дискографских кућа: 2× Платинасти - MC:Златни | Speak Now                                           |
| „Mean”                                                                              | 2011.  | 11       | 45       | 10       | —        | —        | —        | —        | —        | —        | —        | - САД: 3.000.000               | - Америчко удружење дискографских кућа: 3× Платинасти - Аустралијско удружење дискографских кућа: Златни - MC:Златни | Speak Now                                           |
| „The Story of Us”                                                                   | 2011.  | 41       | 65       | 70       | —        | —        | —        | —        | —        | —        | —        |                                | - Америчко удружење дискографских кућа: Платинасти | Speak Now                                           |
| „Sparks Fly”                                                                        | 2011.  | 17       | 97       | 28       | —        | —        | —        | —        | —        | —        | —        | - САД: 1.100.000               | - Америчко удружење дискографских кућа: Платинасти | Speak Now                                           |
| „Ours”                                                                              | 2011.  | 13       | 91       | 68       | —        | —        | —        | —        | —        | —        | 181      | - САД: 1.500.000               | - Америчко удружење дискографских кућа: Платинасти | Speak Now                                           |
| "Safe & Sound" The Civil Wars                                                       | 2011.  | 30       | 38       | 31       | —        | —        | —        | —        | 11       | —        | 67       | - САД: 2.000.000               | - Америчко удружење дискографских кућа: 2× Платинасти - Аустралијско удружење дискографских кућа: Платинасти | The Hunger Games: Songs from District 12 and Beyond |
| „Long Live” (Paula Fernandes)                                                       | 2012.  | 85       | —        | —        | —        | —        | —        | —        | —        | —        | —        |                                | | Speak Now World Tour – Live                         |
| „Eyes Open”                                                                         | 2012.  | 19       | 47       | 17       | —        | —        | 65       | —        | 6        | —        | 70       | - САД: 1.400.000               | - Америчко удружење дискографских кућа: Платинасти - RMNZ: Златни | The Hunger Games                                    |
| „We Are Never Ever Getting Back Together”                                           | 2012.  | 1        | 3        | 1        | 21       | 18       | 4        | 2        | 1        | 16       | 4        | - САД: 6.000.000 - УК: 615.751 | - Америчко удружење дискографских кућа: 6× Платинасти - Аустралијско удружење дискографских кућа: 5× Платинасти - Британска фонографска индустрија: Платинасти - IFPI НЕМ: Платинасти - IFPI ШВЕ: Платинасти - RIAJ: Милион - MC: Златни - RMNZ: 2× Платинасти           | Red                                                 |
| „Ronan”                                                                             | 2012.  | 16       | —        | —        | —        | —        | —        | —        | —        | —        | —        |                                | - Америчко удружење дискографских кућа: Златни | Није ни на једном албуму                            |
| „Begin Again”                                                                       | 2012.  | 7        | 20       | 4        | —        | —        | 25       | —        | 11       | —        | 30       | - САД: 1.000.000               | - Америчко удружење дискографских кућа: Платинасти - MC: Златни | „Red”                                               |
| „I Knew You Were Trouble”                                                           | 2012.  | 2        | 3        | 2        | 9        | 14       | 4        | 51       | 3        | 37       | 2        | - САД: 7.000.000 - УК: 833.952 | - Америчко удружење дискографских кућа: 7× Платинасти - Аустралијско удружење дискографских кућа: 6× Платинасти - Британска фонографска индустрија: Платинасти - IFPI НЕМ: Златни - IFPI ШВЕ: Златни - MC: 5× Платинасти - RIAJ: Златни - RMNZ: 2× Платинасти            | „Red”                                               |
| „22”                                                                                | 2013.  | 20       | 21       | 20       | —        | 155      | 12       | 53       | 23       | —        | 9        | - САД: 3.000.000               | - Америчко удружење дискографских кућа: 3× Платинасти - Аустралијско удружење дискографских кућа: 2× Платинасти - Британска фонографска индустрија: Сребрни - IFPI НЕМ: Златни - MC: Платинасти - RMNZ: Златни                                                           | „Red”                                               |
| „Highway Don't Care” (Tim McGraw)                                                   | 2013.  | 22       | 73       | 21       | —        | —        | —        | —        | —        | —        | —        | - САД: 2.300.000               | - Америчко удружење дискографских кућа: 2× Платинасти | Two Lanes of Freedom                                |
| „Red”                                                                               | 2013.  | 6        | 30       | 5        | —        | 103      | 25       | 43       | 14       | —        | 26       | - САД: 2.000.000               | - Америчко удружење дискографских кућа: 2× Платинасти - Аустралијско удружење дискографских кућа: Златни | Red                                                 |
| „Everything Has Changed” (са Едом Шираном)                                          | 2013.  | 32       | 28       | 28       | —        | —        | 5        | —        | 22       | —        | 7        | - САД: 2.100.000               | - Америчко удружење дискографских кућа: 2× Платинасти - Аустралијско удружење дискографских кућа: Платинасти - Британска фонографска индустрија: Златни - RMNZ: Златни                                                                                                   | Red                                                 |
| „Sweeter Than Fiction”                                                              | 2013.  | 34       | 44       | 17       | —        | —        | 38       | —        | 26       | —        | 25       |                                | | One Chance                                          |
| „The Last Time" (Gary Lightbody)                                                    | 2013.  | —        | —        | 73       | —        | —        | 15       | —        | —        | —        | 25       |                                | | Red                                                 |
| „Shake It Off”                                                                      | 2014.  | 1        | 1        | 1        | 5        | 6        | 3        | 4        | 1        | 3        | 2        | - САД: 9.000.000 - УК: 962.000 | - Америчко удружење дискографских кућа: 9× Пларина - Аустралијско удружење дискографских кућа: 6× Платинасти - Британска фонографска индустрија: 2× Платинасти - IFPI НЕМ: Златни - IFPI ШВЕ: Платинасти - MC: 6× Платинасти - RIAJ: 3× Платинасти - RMNZ: 3× Платинасти | 1989                                                |
| „Blank Space”                                                                       | 2014.  | 1        | 1        | 1        | 9        | 27       | 4        | 45       | 2        | —        | 4        | - САД: 8.050.000 - УК: 650.000 | - Америчко удружење дискографских кућа: 8× Платинасти - Аустралијско удружење дискографских кућа: 5× Платинасти - Британска фонографска индустрија: Платинасти - MC: 4× Платинасти - RMNZ: Платинасти                                                                    | 1989                                                |
| „Style”                                                                             | 2015.  | 6        | 8        | 6        | 76       | 85       | 38       | 53       | 11       | —        | 21       | - САД: 3.200.000               | - Америчко удружење дискографских кућа: 3× Платинасти - Аустралијско удружење дискографских кућа: 2× Платинасти - Британска фонографска индустрија:Златни - MC: 2× Платинасти - RMNZ: Златни                                                                             | 1989                                                |
| „Bad Blood” (Кендрик Ламар)                                                         | 2015.  | 1        | 1        | 1        | 29       | 14       | 8        | 20       | 1        | —        | 4        | - САД: 5.100.000               | - Америчко удружење дискографских кућа: 5× Платинасти - Аустралијско удружење дискографских кућа: 3× Платинасти - Британска фонографска индустрија: Златни - MC: 3× Платинасти - RMNZ: Златни                                                                            | 1989                                                |
| „Wildest Dreams”                                                                    | 2015.  | 5        | 3        | 4        | —        | 122      | 39       | —        | 8        | —        | 40       | - САД: 3.000.000               | - Америчко удружење дискографских кућа: 3× Платинасти - Аустралијско удружење дискографских кућа: 2× Платинасти - Британска фонографска индустрија: Сребрни - MC: Платинасти - RMNZ: Златни                                                                              | 1989                                                |
| „Out of the Woods”                                                                  | 2016.  | 18       | 19       | 8        | —        | 70       | —        | —        | 6        | —        | 136      | САД: 1.100.000                 | - Америчко удружење дискографских кућа: Платинасти - Аустралијско удружење дискографских кућа: Златни - MC:Златни | 1989                                                |
| „New Romantics”                                                                     | 2016.  | 46       | 35       | 58       | —        | 190      | —        | 90       | —        | —        | 132      | САД: 550.000                   | - Америчко удружење дискографских кућа: Златни - Аустралијско удружење дискографских кућа: Златни | 1989                                                |
| „I Don't Wanna Live Forever” (Zayn Malik)                                           | 2016.  | 2        | 3        | 2        | 2        | 4        | 4        | —        | 4        | 1        | 5        | - САД: 4.000.000               | - Америчко удружење дискографских кућа: 4× Платинасти - Аустралијско удружење дискографских кућа: 2× Платинасти - Британска фонографска индустрија: Платинасти - IFPI НЕМ: Платинасти - IFPI ШВЕ: Платинасти - MC: 2× Платинасти - RMNZ: Платинасти - SNEP: Дијамантски  | Fifty Shades Darker                                 |
| „Look What You Made Me Do”                                                          | 2017.  | 1        | 12       | 4        | 3        | 7        | 1        | 7        | 1        |          |          | САД: 4.100.100                 | - Америчко удружење дискографских кућа: 4× Платинасти - Аустралијско удружење дискографских кућа: 3× Платинасти - Британска фонографска индустрија: Платинасти - IFPI ШВЕ: 2× Платинасти - MC: 3× Платинасти - RMNZ: Златни - SNEP: Златни                               | Reputation                                          |
| „...Ready for It?”                                                                  | 2017.  | 4        | 7        | —        | 47       | 12       | —        | 9        | 32       | 7        |          | САД: 2.000.000                 | - Америчко удружење дискографских кућа: 2× Платинасти - Аустралијско удружење дискографских кућа: 2× Платинасти - Британска фонографска индустрија: Сребрни - IFPI SWE: Златни - MC: 2× Платинасти                                                                       | Reputation                                          |
| „End Game” (Ед Ширан и Future)                                                      | 2017.  | 18       | 36       | 11       | —        | 130      | 68       | —        | —        | —        | 49       |                                | - Америчко удружење дискографских кућа: Платинасти - Аустралијско удружење дискографских кућа: Платинасти - MC: Платинасти | Reputation                                          |
| „New Year's Day”                                                                    | 2017.  | —        | —        | —        | —        | —        | —        | —        | —        | —        | —        |                                | | Reputation                                          |
| „Gorgeous”                                                                          | 2018.  | 13       | 9        | 9        | —        | 64       | 18       | 52       | 19       | 41       | 15       | САД: 500.000                   | - Америчко удружење дискографских кућа: Златни - Аустралијско удружење дискографских кућа: Златни - Британска фонографска индустрија: Сребрни | Reputation                                          |
| „Delicate”                                                                          | 2018.  | 12       | 28       | 20       | —        | 169      | 31       | —        | 33       | 98       | 45       | САД: 1.000.000                 | - Америчко удружење дискографских кућа: Платинасти - Аустралијско удружење дискографских кућа: Златни - Британска фонографска индустрија: Сребрни | Reputation                                          |
| „Getaway Car”                                                                       | 2018.  | —        | —        | —        | —        | —        | —        | —        | —        | —        | —        |                                | - Аустралијско удружење дискографских кућа: Платинасти | Reputation                                          |
| „Me!” (са Брендоном Урием)                                                          | 2019.  | 2        | 2        | 2        | 12       | 66       | 5        | 6        | 3        | 11       | 3        | - САД: 322.000                 | - Америчко удружење дискографских кућа: Платинасти - Аустралијско удружење дискографских кућа: Платинасти - Британска фонографска индустрија: Златни - MC: Платинасти - RMNZ: Златни                                                                                     | Lover                                               |
| „You Need to Calm Down”                                                             | 2019.  | 2        | 3        | 4        | 36       | 154      | 5        | 23       | 5        | 35       | 5        |                                | - Аустралијско удружење дискографских кућа: Платинасти - Британска фонографска индустрија: Сребрни - RMNZ: Златни | Lover                                               |
| „Lover”                                                                             | 2019.  | 10       | 3        | 7        | 61       | —        | 9        | 76       | 3        | 37       | 14       |                                | | Lover                                               |
| "—" означава нумере које нису биле на листама или нису биле објављене у тој држави. |        |          |          |          |          |          |          |          |          |          |          |                                | |                                                     |

### Као гостујући музичар
| „Two Is Better Than One" (Boys Like Girls и Тејлор Свифт)                           | 2009. | 18 | —  | 18 | —  | —  | —  | - САД: 1.700.000 | - Америчко удружење дискографских кућа: Платинасти                                                                       | Love Drunk     |
| „Half of My Heart” (Џон Мајер и Тејлор Свифт)                                       | 2010. | 25 | 71 | 53 | —  | —  | —  | - САД: 500.000   | - Америчко удружење дискографских кућа: Златни                                                                           | Battle Studies |
| „Both of Us” (B.o.B и Тејлор Свифт)                                                 | 2012. | 18 | 5  | 23 | 26 | 10 | 22 | - САД: 1.000.000 | - Америчко удружење дискографских кућа: Платинасти - Аустралијско удружење дискографских кућа: Платинасти - RMNZ: Златни | Strange Clouds |
| „Babe” (Sugarland и Тејлор Свифт)                                                   | 2018. | 72 | —  | 94 | —  | —  | —  | - САД: 156.000   | | Bigger         |
| "—" означава нумере које нису биле на листама или нису биле објављене у тој држави. |       |    |    |    |    |    |    |                  | |                |

### Промотивни синглови
| Назив                                                                               | Година | Позиција | Позиција | Позиција | Позиција | Позиција | Позиција | Позиција | Позиција | Позиција | Позиција | Број проданих примерака | Сертификати                                                                                       | Албум                     |
| Назив                                                                               | Година | САД      | АУС      | КАН      | ДАН      | ФРА      | ИР       | ЈАП      | НЗ       | ШВЕ      | УК       | Број проданих примерака | Сертификати                                                                                       | Албум                     |
| ----------------------------------------------------------------------------------- | ------ | -------- | -------- | -------- | -------- | -------- | -------- | -------- | -------- | -------- | -------- | ----------------------- | ------------------------------------------------------------------------------------------------- | ------------------------- |
| „I Heart ?”                                                                         | 2008.  | —        | —        | —        | —        | —        | —        | —        | —        | —        | —        |                         |                                                                                                   | Beautiful Eyes            |
| „You're Not Sorry”                                                                  | 2008.  | 11       | —        | 11       | —        | —        | —        | —        | —        | —        | —        | - САД: 697.000          | - Америчко удружење дискографских кућа: Платинасти                                                | Fearless                  |
| „Crazier”                                                                           | 2009.  | 17       | 57       | 67       | —        | —        | —        | —        | —        | —        | 100      | - САД: 1.000.000        | - Америчко удружење дискографских кућа: Платинасти                                                | Hannah Montana: The Movie |
| „American Girl”                                                                     | 2009.  | —        | —        | —        | —        | —        | —        | —        | —        | —        | —        |                         |                                                                                                   | Није ни на једном албуму  |
| „Speak Now”                                                                         | 2010.  | 8        | 20       | 8        | —        | —        | —        | —        | 34       | —        | —        | - САД: 217.000          | - Америчко удружење дискографских кућа: Златни                                                    | Speak Now                 |
| „If This Was a Movie”                                                               | 2011.  | 10       | —        | 17       | —        | —        | —        | —        | —        | —        | 191      |                         |                                                                                                   | Speak Now                 |
| „Superman”                                                                          | 2011.  | 26       | —        | 82       | —        | —        | —        | —        | —        | —        | —        |                         |                                                                                                   | Speak Now                 |
| „State of Grace”                                                                    | 2012.  | 13       | 44       | 9        | —        | —        | 43       | —        | 20       | —        | 36       |                         | - Америчко удружење дискографских кућа: Златни                                                    | Red                       |
| „The Moment I Knew”                                                                 | 2012.  | 64       | —        | 58       | —        | —        | —        | —        | —        | —        | 197      |                         |                                                                                                   | Red                       |
| „Come Back... Be Here”                                                              | 2012.  | —        | —        | 64       | —        | —        | —        | —        | —        | —        | 188      |                         |                                                                                                   | Red                       |
| „Girl at Home”                                                                      | 2012.  | —        | —        | 75       | —        | —        | —        | —        | —        | —        | —        |                         |                                                                                                   | Red                       |
| „Welcome to New York”                                                               | 2014.  | 48       | 23       | 19       | 27       | 85       | 55       | 80       | 6        | —        | 39       |                         | - Америчко удружење дискографских кућа: Платинасти                                                | 1989                      |
| „Wonderland”                                                                        | 2015.  | 51       | 84       | 59       | —        | —        | —        | —        | —        | —        | 171      |                         |                                                                                                   | 1989                      |
| „You Are in Love”                                                                   | 2015.  | 83       | —        | 99       | —        | —        | —        | —        | —        | —        | —        |                         |                                                                                                   | 1989                      |
| „Call It What You Want”                                                             | 2017.  | 27       | 16       | 24       | —        | 76       | 44       | —        | 34       | —        | 29       | - САД: 68.000           | - Америчко удружење дискографских кућа: Златни - Аустралијско удружење дискографских кућа: Златни | Reputation                |
| „The Archer”                                                                        | 2019.  | 38       | 19       | 41       | —        | —        | 31       | —        | 28       | —        | 43       |                         |                                                                                                   | Lover                     |
| "—" означава нумере које нису биле на листама или нису биле објављене у тој држави. |        |          |          |          |          |          |          |          |          |          |          |                         |                                                                                                   |                           |

## Остале песме
| „I'm Only Me When I'm with You”                                                     | 2007. | —  | —  | —  | — | —   | - Америчко удружење дискографских кућа: Платинасти | Taylor Swift                |
| „Invisible”                                                                         | 2007. | —  | —  | —  | — | —   | - Америчко удружење дискографских кућа: Златни     | Taylor Swift                |
| „Umbrella”                                                                          | 2008. | —  | —  | —  | — | —   |                                                    | iTunes Live from SoHo       |
| „Hey Stephen”                                                                       | 2008. | 94 | —  | —  | — | —   | - Америчко удружење дискографских кућа:Златни      | Fearless                    |
| „Breathe" (Colbie Caillat)                                                          | 2008. | 87 | —  | —  | — | —   | - Америчко удружење дискографских кућа: Златни     | Fearless                    |
| „Tell Me Why”                                                                       | 2008. | —  | —  | —  | — | —   |                                                    | Fearless                    |
| „The Way I Loved You”                                                               | 2008. | 72 | —  | —  | — | —   | - Америчко удружење дискографских кућа:Златни      | Fearless                    |
| „Forever & Always”                                                                  | 2008. | 34 | —  | 37 | — | —   | - Америчко удружење дискографских кућа: Платинасти | Fearless                    |
| „The Best Day”                                                                      | 2008. | —  | —  | —  | — | —   | - Америчко удружење дискографских кућа: Златни     | Fearless                    |
| „Jump Then Fall”                                                                    | 2009. | 10 | 98 | 14 | — | —   | - Америчко удружење дискографских кућа: Златни     | Fearless                    |
| „Untouchable”                                                                       | 2009. | 19 | —  | 23 | — | —   |                                                    | Fearless                    |
| „Come in with the Rain”                                                             | 2009. | 30 | —  | 40 | — | —   |                                                    | Fearless                    |
| „SuperStar”                                                                         | 2009. | 26 | —  | 35 | — | —   |                                                    | Fearless                    |
| „The Other Side of the Door”                                                        | 2009. | 22 | —  | 30 | — | —   |                                                    | Fearless                    |
| „Breathless”                                                                        | 2010. | 72 | —  | 49 | — | 116 |                                                    | Hope for Haiti Now”         |
| „Dear John”                                                                         | 2010. | 54 | —  | 68 | — | —   |                                                    | Speak Now                   |
| „Never Grow Up”                                                                     | 2010. | 84 | —  | —  | — | —   | - Америчко удружење дискографских кућа:Златни      | Speak Now                   |
| „Enchanted”                                                                         | 2010. | 75 | —  | 95 | — | —   | - Америчко удружење дискографских кућа:Златни      | Speak Now                   |
| „Better Than Revenge”                                                               | 2010. | 56 | —  | 73 | — | —   | - Америчко удружење дискографских кућа:Златни      | Speak Now                   |
| „Haunted”                                                                           | 2010. | 63 | —  | 61 | — | —   | - Америчко удружење дискографских кућа:Златни      | Speak Now                   |
| „Last Kiss”                                                                         | 2010. | 71 | —  | 99 | — | —   |                                                    | Speak Now                   |
| „Innocent”                                                                          | 2010. | 27 | —  | 53 | — | —   |                                                    | Speak Now                   |
| „Long Live”                                                                         | 2010. | 85 | —  | —  | — | —   |                                                    | Speak Now                   |
| „Drops of Jupiter” (уживо)                                                          | 2011. | —  | —  | —  | — | —   |                                                    | Speak Now World Tour – Live |
| „I Almost Do”                                                                       | 2012. | 65 | —  | 50 | — | —   |                                                    | Red                         |
| „Stay Stay Stay”                                                                    | 2012. | 91 | —  | 70 | — | —   |                                                    | Red                         |
| „Treacherous”                                                                       | 2012. | —  | —  | 65 | — | —   |                                                    | Red                         |
| „All Too Well”                                                                      | 2012. | 80 | —  | 59 | — | —   | - Америчко удружење дискографских кућа:Златни      | Red                         |
| „Starlight”                                                                         | 2012. | —  | —  | 80 | — | —   |                                                    | Red                         |
| „Holy Ground”                                                                       | 2012. | —  | —  | 89 | — | —   |                                                    | Red                         |
| „The Lucky One”                                                                     | 2012. | —  | —  | 88 | — | —   |                                                    | Red                         |
| „Sad Beautiful Tragic”                                                              | 2012. | —  | —  | 92 | — | —   |                                                    | Red                         |
| „All You Had to Do Was Stay”                                                        | 2014. | —  | 99 | 92 | — | —   | - Америчко удружење дискографских кућа:Златни      | 1989                        |
| „How You Get the Girl”                                                              | 2014. | —  | —  | 81 | — | —   | - Америчко удружење дискографских кућа:Златни      | 1989                        |
| „This Love”                                                                         | 2014. | —  | —  | 84 | — | —   | - Америчко удружење дискографских кућа: Платинасти | 1989                        |
| „I Did Something Bad”                                                               | 2017. | —  | —  | —  | 5 | —   |                                                    | Reputation                  |
| "—" означава нумере које нису биле на листама или нису биле објављене у тој држави. |       |    |    |    |   |     |                                                    |                             |